# Marie Guérin
Sœur Marie de l'Eucharistie, al secolo Marie Guérin (Lisieux, 22 agosto 1870 – Lisieux, 14 aprile 1905), è stata una carmelitana francese.
Fu una suora dell'Ordine della Beata Vergine del Monte Carmelo, cugina in primo grado di Santa Teresa di Lisieux.

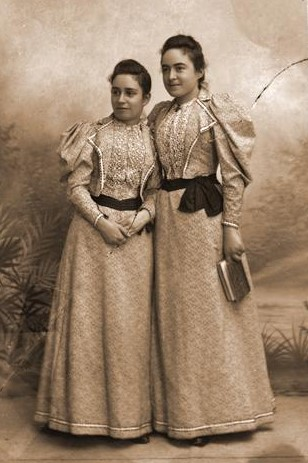
Le cugine Céline Martin e Marie Guérin.

## Biografia
Marie Guérin nacque il 22 agosto 1870 dal matrimonio di Isidore Guérin (1841-1909), farmacista, e Céline-Élisa Fournet (1847-1900). Suo padre è il fratello di Zélie Guérin, madre di Teresa Martin, la futura santa Teresa di Lisieux.
Studiò presso le benedettine di Lisieux, in convitto, insieme alle sue cugine.
Preceduta dalle cugine Pauline (1882), Marie (1886), Thérèse (1888) e Céline (1894), Marie Guérin entrò nel Carmelo di Lisieux il 15 agosto 1895 e prese i voti con il nome di Suor Maria dell'Eucaristia. Suor Teresa del Bambino Gesù, sua giovane cugina, era allora responsabile delle novizie.
Si distinse per il suo spirito di povertà e per la sua grande pazienza, disse durante la sua malattia in stadio terminale: «A me sembra che mia cugina Suor Teresa del Bambino Gesù mi comunichi i suoi sentimenti e che io abbia lo stesso abbandono. OH! se potessi morire d'amore come lei».
Con l'aiuto di un amico di famiglia, padre Joseph de Cornière (1874-1939), Marie Guérin avvia Céline Martin alla fotografia. Nel 1894, tutti e tre produssero una notevole serie di tableau vivant, intitolati Voyages excentrique aux Cordillères des Andes("Viaggi eccentrici nelle cordigliere delle Ande"). Ciò permise a Céline, di catturare in immagini la vita quotidiana delle sue consorelle, dimostrando in questa produzione una grande attitudine artistica. La fotografia trovò quindi il suo posto nella vita quotidiana del Carmelo
Il 17 marzo 1896 vestì l'abito carmelitano. Per la festa di Maria di Gonzague, il 21 giugno 1897, Teresa e Madre Agnès composero un album fotografico, che riunì 57 foto dedicate alla vita del Carmelo. Queste foto formarono un vero e proprio reportage intitolato Histoire d’une postulante ("Storia di una postulante") che riunì 11 foto dove Marie Guérin posò da modella.
Il 25 marzo 1897 emise la professione religiosa. In questa occasione Teresa scrisse la poesia Mes Armes., che viene cantato la sera in comunità attorno alla giovane professante.
All'inizio del 1905 fu colpita da numerose emorragie. Il 15 gennaio ricevette il sacramento dell'Estrema Unzione. Fece la comunione, per l'ultima volta, nel giorno dell'anniversario della sua professione, il 25 marzo. Morì di tubercolosi polmonare al Carmelo di Lisieux all'età di 34 anni, il 14 aprile 1905.